# 모하마드 레자 팔라비
모하마드 레자 샤 팔라비(페르시아어: محمدرضا شاه پهلوی Moḥammad Rezā Shāh Pahlavī [mohæmˈmæd reˈzɒː ˈʃɒːhe pæhlæˈviː], 문화어: 모함마드 레자 파흐라비, 1919년 10월 26일 ~ 1980년 7월 27일)는 팔라비 왕조의 제2대 샤로, 1941년 9월 16일 즉위하여 1979년 2월 11일 이슬람 혁명으로 축출되었다. 1967년 10월 26일부터는 "왕중왕"을 의미하는 샤한샤를 칭호로 사용했다. 그는 이란의 마지막 군주로, 샤한샤 외에도 "아리아인의 빛"이라는 뜻의 "아리아메흐"(Aryamehr), "전사의 수장"이라는 뜻의 "보조르그 아르테슈타란"(Bozorg Arteshdārān) 등의 칭호를 가지고 있었다.

## 어린 시절
테헤란에서 레자 샤 팔라비와 그의 두번째 아내 타지 올 몰루크 사이에서 태어났다. 레자 샤의 자녀 11남매 중 셋째였으며 아들들 중에서는 장남이었다. 쌍둥이 누나 아스라프 팔라비와 함께 태어났으며, 레자 샤가 1925년 이전에는 왕이 아니었기 때문에 모하마드 레자 위의 누나들은 왕족으로 태어나지 않았다. 레자 샤는 1919년에 아들이 태어나면서 자신의 행운이 시작되었다고 믿고 모하마드를 "행운의 새"라는 뜻의 "코스가담"(khoshghadam)이라고 불렀다.
모하마드 레자가 11살이 되었을 때 아버지 레자 샤는 압돌후세인 테이무르타시의 충고에 따라 아들을 스위스의 에스티티 르 로제로 유학 보냈다. 그는 해외에서 교육을 받은 최초의 이란 왕위계승 후보자로, 4년동안 스위스에서 지내다가 고등학교 졸업장은 이란에서 받기 위해 1936년 귀국했다. 그 뒤 모하마드 레자 왕세자는 테헤란의 군사학교에 입학하여 1938년까지 다녔다.

## 치세
모하메드 레자 팔라비는 제2차 세계 대전 와중 영국과 소련이 이란을 침공했을 때 부왕 레자 샤 팔라비가 퇴위하자 왕위에 즉위했다. 모하마드 레자의 치세 당시 민주적으로 선출된 모하마드 모사데그 총리에 의해 이란의 석유 산업이 잠깐 국유화되었던 적도 있었으나, 1953년 쿠데타가 일어나 모사데그는 실각하고 석유는 다시 기업들의 손으로 넘어갔다. 키루스 대제의 아케메네스 제국 때부터 따진 이란 군주제 2,500주년을 기념하기도 했다. 지배자로서 모하마드 레자는 백색 혁명을 통해 일련의 경제적, 사회적, 정치적 개혁을 꾀하였다.
그러나 세속적 무슬림이었던 모하마드 레자는 시아파 성직자들 뿐만 아니라 노동계급, 특히 전통적 상인 계급인 바자리들의 지지를 잃게 되었다. 이스라엘을 국가로 인정한 것도 반발에 부딪쳤고, 국왕 본인과 왕실, 지배 엘리트 계층은 언제나 부패 추문이 들끓었다. 공산주의 정당인 민중당의 활동을 금지시키고, 정보기관 겸 비밀경찰인 사바크(SAVAK, 국가정보안보기구)를 통해 광범한 정치적 억압이 가해졌다. 1978년 당시 이란의 정치범은 최소 2,200명이었고, 이는 백색혁명이 계속될수록 빠르게 불어났다.
그 외의 여러 요소들로 인해 이슬람주의자와 공산주의자를 비롯한 여러 집단들이 모하마드 레자에게 등을 돌렸고, 그런 한편 그 집단들 사이에서도 계속 충돌이 일어났다. 정치적 불안은 마침내 1979년 1월 17일 혁명의 형태로 폭발했고, 모하마드 레자는 이란에서 도주했다. 얼마 뒤 이란의 군주제는 공식적으로 폐지되었으나, 루홀라 호메이니가 사실상의 법왕에 올라 이슬람 공화국을 선포했다. 이후 모하마드 레자는 이란으로 돌아갈 경우 처형될 신세가 되어 안와르 사다트에게 비호권을 인정받아 망명하고 있던 이집트에서 객사했다.

## 같이 보기
- 이란의 역사
- 제2차 세계 대전의 지중해 및 중동 전구
- 이란의 핵 문제
- 백색 혁명